# Trap (Mogila)
Pour les articles homonymes, voir Trap.
Trap (en macédonien Трап) est un village du sud-ouest de la Macédoine du Nord, situé dans la municipalité de Mogila. Le village comptait 175 habitants en 2002.

## Démographie
Lors du recensement de 2002, le village comptait :
- Macédoniens : 174
- Autres : 1